# Deidamía

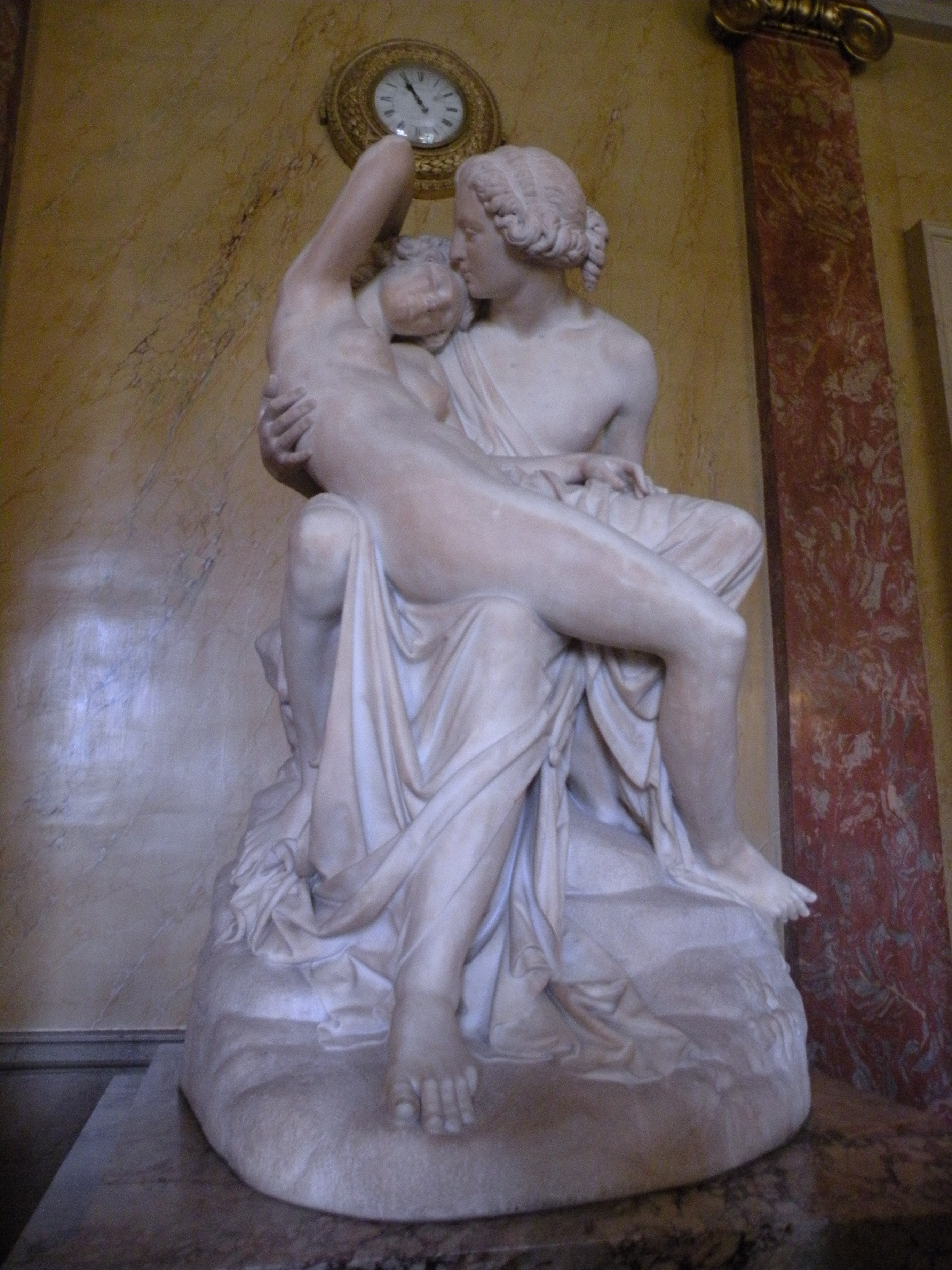
Joseph Pollet (1814-1870): Aquiles y Deidamía (Achille et Déidamie, 1854). Cámara de la Reina del Palacio del Luxemburgo, en París.

En mitología griega, Deidamía o Deidamea (en griego Δηϊδάμεια) era la hija de Licomedes, rey de Esciros. En la Cipria, Aquiles navega a Esciros tras una fallida expedición a Troya, se casa con la princesa Deidamía y tienen a Neoptólemo, hasta que Aquiles es llamado a las armas nuevamente. Según otra tradición (que no aparece en la Ilíada de Homero), varios años antes de la Guerra de Troya, Aquiles se escondió en la corte de su padre, disfrazado de doncella. Mantuvieron una relación amorosa, fruto de la cual nació el único hijo de Aquiles, Pirro, que recibió el nombre de Neoptólemo tras ser llamado a reemplazar a su padre en las llanuras de Troya.
En la versión más detallada y elaborada del relato, la que aparece en el poema romano de la Aquileida de Estacio, Aquiles llega disfrazado a Esciros instigado por su madre, Tetis, que espera que así no se cumpla la profecía de su muerte en Troya, y es presentado a Licomedes como la "hija" de Tetis. Licomedes acepta cuidar de la "chica" y sus hijas, sin sospechar nada, aceptan a Aquiles en su compañía como otra doncella. Tras algún tiempo, desarrolla una amistad particularmente estrecha con Deidamía y a Aquiles le resulta cada vez más difícil ocultar su interés romántico por ella. Finalmente, en un festival nocturno en honor a Dioniso, en el que normalmente no se permite la presencia de hombres, Aquiles cede a sus deseos y viola a Deidamía. Luego, intentando consolarla, le revela su verdadero nombre y origen. A pesar de estar asustada por lo sucedido, Deidamía no desea que Aquiles sufra un castigo a manos de su padre y decide mantener en secreto el incidente y su identidad, así como luego el hecho de que ha dado a luz a un hijo, Pirro, en secreto.
Cuando Odiseo y sus camaradas llegan a Esciros en su búsqueda, Aquiles, molesto desde hace tiempo por su disfraz de mujer, está a punto de revelarse, pero Deidamía lo detiene. Odiseo luego lleva a cabo un engaño, dando regalos y armas a las princesas y luego haciendo sonar trompetas de guerra. Al oírlas, mientras ellas se asustan Aquiles se apresura a agarrar un arma, revelando de esta manera su secreto. Aquiles, al escuchar a Deidamía llorando, le confiesa a Licomedes que han tenido un hijo juntos. Cuando los aqueos están a punto de zarpar hacia la guerra, Deidamía, desconsolada por la inminente pérdida de Aquiles, pregunta si podría ir con él, pero esto parece imposible; le implora luego que tenga a su hijo en sus pensamientos y que nunca tenga hijos con otras mujeres. Aquiles jura regresar algún día a brazos de Deidamía, pero el lector sabe que ha de morir en Troya.
Cuando Deidamía dio a luz a Neoptólemo, Tetis se lo arrebató. Años después, Deidamia intentó persuadir a su hijo de que no se uniera a su padre en la misma guerra, pero tras la muerte de Aquiles, Neoptólemo fue a la guerra de Troya como el siguiente mejor de los aqueos (ἄριστος Ἀχαιῶν). Neoptólemo era frío y cruel, a diferencia de Deidamía, pues había sido criado por Tetis. Tras la guerra, Neoptólemo dio a Deidamía en matrimonio a su esclavo Héleno, hijo de Príamo.
En algunas versiones de la historia, Aquiles y Deidamía tuvieron otro hijo, Oniros (Ὄνειρος). Murió a manos de Orestes, quien no lo reconoció, en Fócida, mientras luchaban por un lugar para alzar una tienda. En otras versiones de la historia, Deidamía parte tras Aquiles disfrazada de hombre.